# Payyanur
Payyanur (malabar: പയ്യന്നൂർ) es una ciudad del estado indio de Kerala perteneciente al distrito de Kannur.
En 2011, el municipio que forma la ciudad tenía una población de 72 111 habitantes. En 2018 fue designada como sede de un nuevo taluk que comprende territorios que hasta entonces pertenecían a los de Cananor y Taliparamba.
Se conoce su existencia desde el Brahmanda-purana, en el cual Garga Muni habla sobre el lugar a los Pándava. Durante siglos ha sido conocida la ciudad por su importante puerto, visitado por exploradores foráneos medievales como Ibn Battuta, Abu al-Fida, Marco Polo, Niccolò Da Conti y Duarte Barbosa.
Se ubica a orillas del río Perumba, unos 30 km al noroeste de Cananor sobre la carretera 66 que lleva a Mangalore.